# ايمانويل هيريرا
ايمانويل هيريرا (بالإسبانية: Emanuel Herrera)‏ (13 أبريل 1987 روساريو الأرجنتين - ) هو لاعب كرة قدم أرجنتيني، شارك في دوري الدرجة الأولى الأرجنتيني.

## وصلات خارجية
ايمانويل هيريرا على موقع الاتحاد الأوربي (الإنجليزية)
- ايمانويل هيريرا على موقع قاعدة بيانات كرة القدم.إي يو (الإنجليزية)
- ايمانويل هيريرا على موقع ليكيب (الفرنسية)
- ايمانويل هيريرا على موقع Soccerbase.com (لاعب) (الإنجليزية)
- ايمانويل هيريرا على موقع Soccerway.com (الإنجليزية)
- ايمانويل هيريرا على موقع عالم كرة القدم.نت (الإنجليزية)
- ايمانويل هيريرا على موقع AS.com (الإسبانية)